# جفرسون هایتس (نیویورک)
جفرسون هایتس (به انگلیسی: Jefferson Heights) یک منطقهٔ مسکونی در ایالات متحده آمریکا است که در شهرستان گرین، نیویورک واقع شده‌است. جفرسون هایتس ۳٫۸۸ کیلومتر مربع مساحت و ۱٬۰۹۴ نفر جمعیت دارد و ۵۴ متر بالاتر از سطح دریا واقع شده‌است.